# Hokejska dvorana Scanel
Hokejska arena Scanel (znana tudi kot Iscenter Nord) je športna dvorana v Frederikshavnu na Danskem. Uporablja ga hokejski klub Frederikshavn White Hawks. Staro drsališče iz leta 1970 so porušili in leta 2014 zgradili hokejsko dvorano Scanel. Kapaciteta je 4000 ljudi s 750 sedeži.